# William Tardrew
William Tardrew, né le 22 janvier 1914 à Biarritz (Basses-Pyrénées) et mort le 11 septembre 1964 à Levallois-Perret (Seine), est un homme politique français.

## Biographie
Il est élu au Conseil de la République,,.